# Kent Williams
Kent Williams (nascido em 1962) é um desenhista de histórias em quadrinhos e pintor dos Estados Unidos. Entre 1983 e 1985 atuou como artista regular das capas da revista Epic Illustrated, da Marvel Comics e, entre 1990 e 1991, fez as capas da revista Hellblazer, da DC Comics.
Williams também obteve destaque colaborando com JM DeMatteis e Jon J. Muth, nas minisséries Moonshadow e Blood: Uma história de sangue. Outro trabalho importante foi a minissérie Havok and Wolverine: Meltdown (no Brasil: Wolverine e Destrutor: Fusão), lançada no selo Epic.